# Alepidea stellata
Alepidea stellata är en flockblommig växtart som beskrevs av August Henning Weimarck. Alepidea stellata ingår i släktet Alepidea och familjen flockblommiga växter. Inga underarter finns listade i Catalogue of Life.